# Starzyna (przystanek kolejowy)
Starzyna (biał. Старына, ros. Старина) – przystanek kolejowy w pobliżu miejscowości Starzyna, w rejonie mostowskim, w obwodzie grodzieńskim, na Białorusi.